# Drakensbergena armstrongi
Drakensbergena armstrongi  (лат.) — вид прыгающих насекомых трибы Drakensbergenini из подсемейства цикадок Deltocephalinae (Cicadellidae). Южная Африка: KwaZulu-Natal, Eastern Cape. Длина около 10 мм. Усики короткие (длина 3,2—3,6 мм). Короткокрылые с вытянутой вперёд головой. 
Голова равна или шире пронотума. Макросетальная формула задних бёдер равна 2+1 или 2+1+1. Латеральный край пронотума килевидный. Оцеллии редуцированы. Встречаются в травянистых высотных биомах южной Африки. Вид был впервые описан в 2009 году южноафриканским энтомологом  Майклом Стиллером (Michael Stiller, ARC-Plant Protection Research Institute, Queenswood, Претория) и назван в честь биолога А. Армстронга (Dr. A. Armstrong, Ezemvelo-KZN Wildlife, Питермарицбург), собравшего типовую серию.